# Исчезнувшие населённые пункты Калмыкии
Исчезнувшие населённые пункты Калмыкии — селения, существовавших на территории современной Республики Калмыкия.
В силу разных причин они были покинуты жителями, или включены в состав других населённых пунктов.
Полномочия по приданию населенным местам статуса поселений (регистрация вновь возникших населенных пунктов) и ликвидация такого статуса в результате утраты им признаков поселения (упразднение населенных пунктов) принадлежит Народному Хуралу (Парламенту) Республики Калмыкии. При этом населенный пункт определяется как часть территории, имеющая сосредоточенную застройку в пределах установленной границы и служащая постоянным местом проживания населения. Населенные образования, имеющие временное значение и непостоянный состав населения или являющиеся объектами служебного назначения в соответствующей отрасли экономики (животноводческие точки, стационарные полевые станы, производственные базы крестьянских хозяйств, дома лесника, метеостанции, железнодорожные будки и т.д.), а также одиночные жилые дома не являются самостоятельными населенными пунктами и находятся в ведении муниципальных образований, с которыми указанные поселения связаны административными, производственными или территориальными отношениями. 

## Процедура упразднения
- 1. Населенный пункт, из которого выехали или переселились постоянно проживающие жители, упраздняется и подлежит исключению из Реестра административно-территориальных единиц Республики Калмыкия.
- 2. Упразднение населенных пунктов производится Народным Хуралом (Парламентом) Республики Калмыкия по инициативе органов местного самоуправления муниципального района, городского округа, городского, сельского поселения. Решения по указанным вопросам оформляются постановлением Народного Хурала (Парламента) Республики Калмыкия.
- В случае, если упраздняемый населенный пункт является единственным в муниципальном образовании, упразднение населенного пункта производится после упразднения муниципального образования, осуществляемого законом Республики Калмыкия в порядке, предусмотренном федеральным законодательством.
- 3. Для упразднения населенного пункта в Народный Хурал (Парламент) Республики Калмыкия вносятся следующие документы:
- 1) решение представительного органа муниципального образования;
- 2) заключение Правительства Республики Калмыкия или уполномоченного Правительством Республики Калмыкия исполнительного органа государственной власти;
- 3) выкопировка или схематическая карта территории с указанием на ней места расположения населенного пункта, подлежащего исключению из учета данных;
- 4) акт об исключении населенного пункта из учетных данных, в котором указываются:
- дата ликвидации населенного пункта и место переселения жителей, а также мотивированные выводы о том, что в ближайшие годы нет оснований для восстановления населенного пункта;
- дата ликвидации производственных объектов;
- количество и состояние оставшихся в населенном пункте жилых домов, производственных объектов;
- сведения о кредиторской и дебиторской задолженностях упраздняемых объектов;
- другие сведения, обосновывающие целесообразность упразднения населенного пункта.
- 4. Акт об исключении населенного пункта из учетных данных составляется и подписывается комиссией, в состав которой включаются представители исполнительных органов государственной власти и органов местного самоуправления, а также по согласованию - представители территориальных органов федеральных органов статистики и землеустройства, представители предприятий, организаций и учреждений, имеющих производственные объекты на территории упраздняемого поселения[1].

## Перечень
- 2000 год — посёлки Октябрьский, Кенкря, Терновый Сарпинского района
- 2001 год — посёлки Булг, Тоста Приютненского района; Песчаный Юстинского района; Ацан Худук и Пионерский Яшкульского района.